# Alicia Cawiya
Alicia Cawiya o Cahuiya és la vicepresidenta de la nació Huaorani de l'Equador i la líder del moviment en contra de l'explotació petroliera a la seva regió. L'any 2013 va fer un discurs al parlament equatorià a favor de la protecció de la conca de l'Amazones davant l'amenaça de les indústries petrolieres.

## Biografia

### Joventut
Cawiya va néixer a la comunitat Ñoneno, a la reserva de Yasuní a l'Equador. La seva àvia, Iteca, era coneguda per ser una temuda guerrera huaorani.
Quan Cawiya era petita, va ser enviada per ser criada per missioners, que facilitaven les coses perquè les companyies petrolieres poguessin passar al territori indígena sense resistència, tot i que ella va tornar al bosc.

### Política
En una entrevista a New Internationalist, Cawiya va dir que es va significar políticament a 13 anys. A 18 anys era una líder, seguint els passos de la seva àvia en una comunitat tradicionalment dominada per homes.
Es va convertir en vicepresidenta de la Federació Nacional Waorani (NAWE) i l'any 2005 ella i altres líders de la comunitat van fundar l'Associació de Dones Waorani de l'Equador, que en quinze anys va passar a estar formada per unes 300 dones. L'objectiu de l'associació és protegir l'estil de vida orgànic de la seva gent i lluitar contra les petrolieres.
L'any 2013 va ser notícia quan va defensar el seu poble i va fer un discurs al parlament de l'Equador demanant aturar el pla Yasuní-ITT i la incursió de les petrolieres a l'Amazònia.

### Contra les petrolieres
Des de 1972, l'Equador és un important exportador de petroli a Amèrica del Sud, el tercer després de Veneçuela i Mèxic. La infraestructura posada en marxa per extreure el petroli va afectar la regió amazònica equatoriana tant socialment com ecològicament.
Un dels exemples més coneguts és el cas Texaco-Chevron. Aquesta petroliera nord-americana va operar a la regió amazònica equatoriana entre 1964 i 1992. Durant aquest període, Texaco va perforar 339 pous en 15 jaciments de petroli i va abandonar 627 pous d'aigües residuals tòxiques, així com altres elements de la infraestructura petroliera. Ara se sap que aquestes tecnologies altament contaminants i ara obsoletes s'utilitzaven com a forma de reduir despeses.
Després que l'empresa abandonés el país, el govern va iniciar accions legals per obtenir una indemnització, ja que l'empresa havia intentat evitar el pagament d'una taxa de 19 milions de dòlars. Aquest conflicte va durar més de vint anys fins que el juny de 2017, el Tribunal Suprem dels Estats Units va donar la raó al Texaco-Chevron. Activistes equatorians han dit que continuaran intentant portar aquestes empreses davant la justícia.
El setembre de 2013, el govern equatorià va anunciar l'explotació de la zona de Yasuní i del bloc 43, més conegut com ITT (Ishpingo, Tiputini i Tambococha), que suposadament tenia un gran impacte econòmic.

### Discurs de Cawiya
El 3 d'octubre de 2013, l'Assemblea Constituent a Quito es va reunir per discutir el pla Yasuní-ITT. Cawiya va ser convidada a participar com a vicepresidenta de la Nació Huaorani de l'Equador, i s'esperava que llegís el guió que li va donar el seu president, el cap Moi Enomenga. El discurs va ser a la perforació de petroli a la seva terra natal a la capçalera del riu Amazones.
Quan Cawiya es va aixecar per parlar, va desafiar el president i el govern i va fer el seu propi discurs, primer en la seva llengua nativa huaorani, després en castellà, denunciant les companyies petrolieres i parlant en defensa del seu poble. Va denunciar que set companyies petrolieres ja havien estat treballant al seu poble, que ara eren més pobres i que no hi havien guanyat res.
Va parlar de l'impacte negatiu de la perforació de petroli a l'Amazònia i va acusar molts de ser còmplices de la desforestació i la posterior mort d'alguns indígenes.
El discurs de Cawiya no va ser suficient per canviar la decisió de l'Assemblea Constituent, i l'explotació Yasuní-TT va ser acceptada per 108 vots a favor de 133. La construcció de les infraestructures va començar l'any 2016.